# فجل مخلل

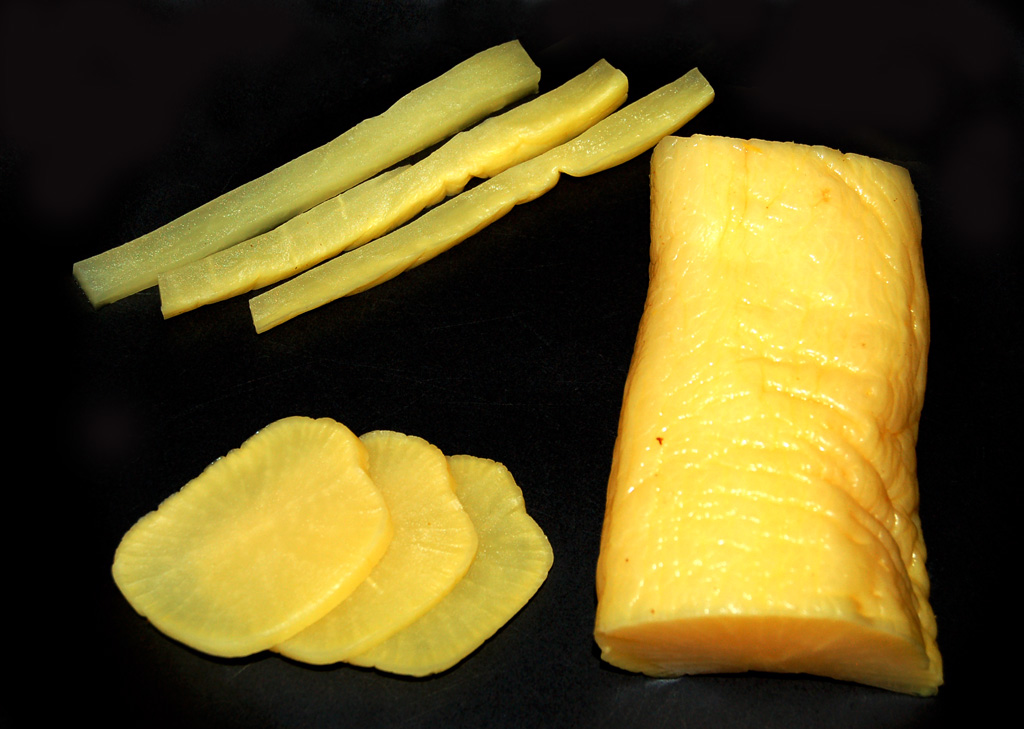
الفجل المخلل (تاكوان)

الفجل المخلل أو تاكوان (باليابانية: 沢庵) وهو عبارة عن فجل الدايكون المخلل ويعد من مكونات المطبخ الياباني والمطبخ الكوري. ويقدم غالباً مع التسوكه-مونو. ويقدم في نهاية الوجبة للأعتقاد أنه يساعد على الهضم.

## طريقة الاعداد

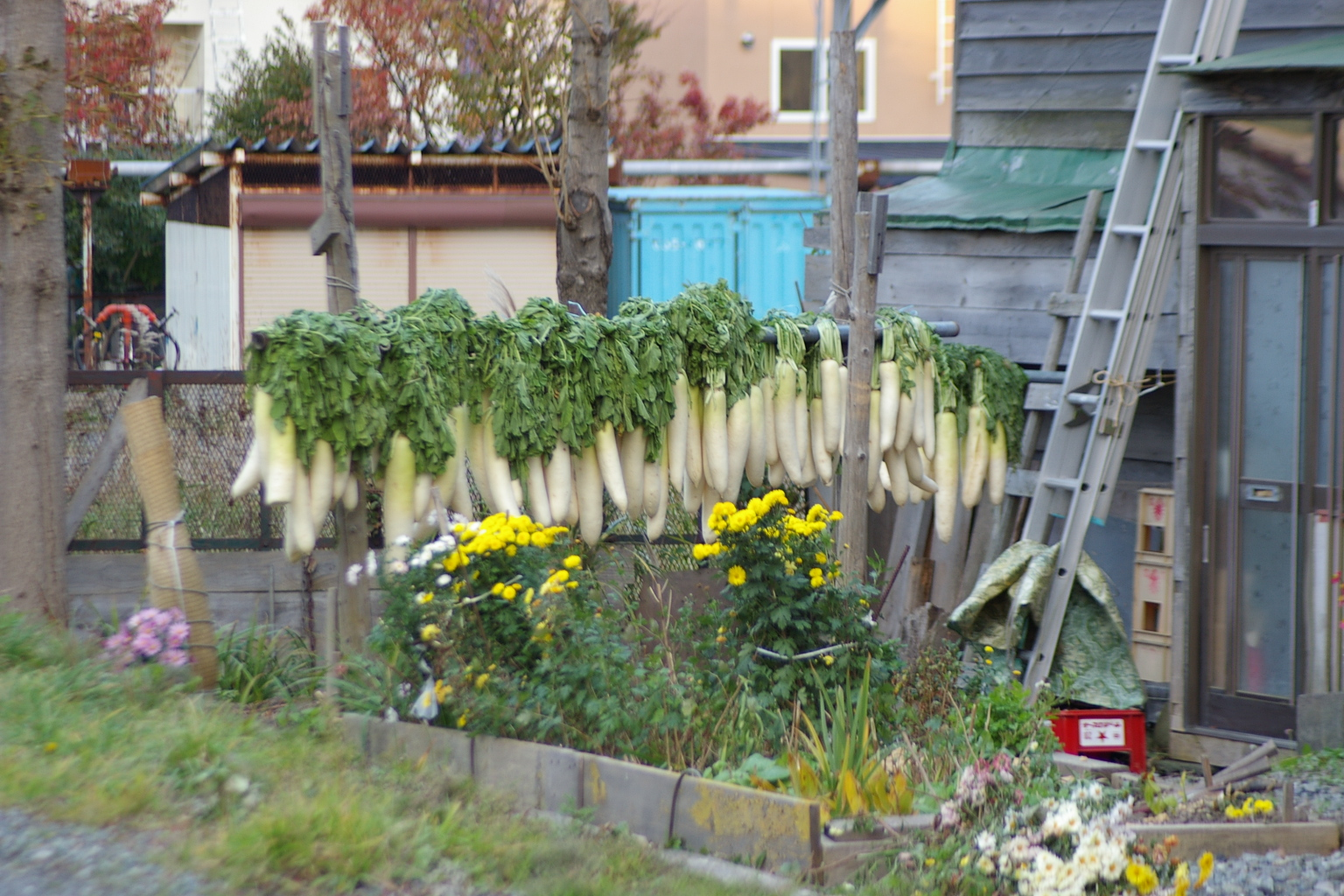
فجل معلق ليجفف تحت اشعة الشمس في اليابان

أول خطوة في الطريقة التقليدية هي تعليق الفجل في الشمس لبضعة أسابيع حتى يصبح مجففا ومرنا. بعد ذلك، يتم وضع الفجل في وعاء التخليل ويغطي بمزيج من الملح ونخالة الأرز واختياريا السكر، واوراق الفجل الخضراء، الكومبو، وربما الفلفل الحار و/أو قشور الكاكي المجففة. ويغلق الوعاء ويترك لعدة أشهر حتى يتخلل. والناتج النهائي هو فجل لونه اصفر وطعمة لاذع جدا. وغالباً ما يستخدم الملح أو شراب لتقليل وقت الجفاف.